# Gonomyia ornatipes
Gonomyia ornatipes là một loài ruồi trong họ Limoniidae. Chúng phân bố ở Afrotropisch và miền Ấn Độ - Mã Lai.